# Eisothistos minutus
Eisothistos minutus là một loài chân đều trong họ Expanathuridae. Loài này được Sivertsen & Holthuis miêu tả khoa học năm 1980.